# 4794-es busz
A 4794-es jelzésű autóbuszvonal helyközi autóbuszjárat Törökszentmiklós és Homok valamint Cibakháza között, melyet a Volánbusz Zrt. lát el.

## Közlekedése
Munkanapokon kettő járatpár szállítja az utasokat. Az egyik járatpár közlekedik végig az útvonalon.
A járat menetideje Törökszentmiklós és Homok között 58 perc illetve 1 óra 9 perc, Törökszentmiklós és Cibakháza között 1 óra 3 perc és 1 óra 23 perc. Utóbbi esetben abból a adódik az eltérés, hogy az egyik járat Kengyelen az iskolához, a másik járat Homok vasútállomásra nem tér be.
Útvonalának hossza Törökszentmiklós és Homok között 36,7 km, Törökszentmiklós és Cibakháza között 37,5 km és 40,9 km. 

## Megállóhelyei
| 0  | 0  | Törökszentmiklós, autóbusz-állomás végállomás | 24 | 24 | 1377, 1468 4608, 4609, 4610, 4611, 4612, 4613, 4614, 4616, 4617, 4618, 4619, 4780, 4790, 4791, 4792, 4795, 4796, 5206 |
| 1  | 1  | Törökszentmiklós, vasútállomás                | 23 | 23 | 4610, 4612, 4618, 4780, 4790, 4795, 4796 személyvonat, Cívis InterRégió, Szabolcsi Tekergő expresszvonat, Aranypart expresszvonat, Hargita nemzetközi InterCity, Corona nemzetközi InterCity, Hortobágy EuroCity, Transilvania EuroCity, Corvin nemzetközi gyorsvonat |
| 2  | 2  | Törökszentmiklós, Tenyői út                   | 22 | 22 | 4795 |
| 3  | 3  | Tiszatenyő, központ                           | 21 | 21 | 4795 |
| 4  | 4  | Tiszatenyő, vasútállomás bejárati út          | 20 | 20 | 4795 személyvonat |
| 5  | 5  | Dózsa Tsz. elágazás                           | 19 | 19 | 4795 |
| 6  | ∫  | Kengyel, iskola bejárati út                   | 18 | 18 | 4795 |
| 7  | ∫  | Kengyel, iskola                               | 17 | 17 | 4795 |
| 8  | ∫  | Kengyel, iskola bejárati út                   | 16 | 16 | 4795 |
| 9  | 6  | Kengyel, italbolt                             | 15 | 15 | 4795 |
| 10 | 7  | Kengyel, Kinizsi Pál utca                     | 14 | 14 | 4795 |
| 11 | 8  | Bagimajor                                     | 13 | 13 | 4795 személyvonat |
| 12 | 9  | Martfű, növényolajgyár bejárati út            | 12 | 12 | 4795 |
| 13 | 10 | Martfű, kengyeli elágazás                     | 11 | 11 | 4795 |
| 14 | 11 | Martfű, vasútállomás                          | 10 | 10 | 1515, 1518 4602, 4620, 4621, 4623, 4795 személyvonat |
| 15 | 12 | Martfű, autóbusz-váróterem                    | 9  | 9  | 1515, 1518 4602, 4620, 4621, 4623, 4624, 4795, 5211 |
| 16 | 13 | Martfű, újtelep                               | 8  | 8  | 1518 4602, 4620, 4621, 5211 |
| 17 | 14 | Martfű, téglagyár                             | 7  | 7  | 1518 4602, 4620, 4621 |
| 18 | 15 | Tiszaföldvár, városháza                       | 6  | 6  | 1515, 1518 4602, 4620, 4621, 4775, 5211 |
| 19 | 16 | Tiszaföldvár, Rákóczi utca                    | ∫  | 5  | 4602, 4620, 4621 |
| 20 | 17 | Tiszaföldvár, autóbusz-állomás                | 5  | 4  | 1515, 1518 4602, 4620, 4621, 4775, 5211 |
| 21 | 18 | Tiszaföldvár, Ószőlő                          | 4  | 3  | 1518 4602, 4620, 4621 |
| 22 | 19 | Homok, vasútállomás elágazás                  | ∫  | 2  | 1515, 1518 4602, 4620, 4621, 5211 személyvonat |
| 23 | 20 | Homok Csomagoló út                            | ∫  | 1  | 4620, 4621 |
| 24 | 19 | Homok, vasútállomás végállomás                | ∫  | 0  | 1515, 1518 4602, 4620, 4621, 5211 személyvonat |
|    | 22 | Homok Csomagoló út                            | ∫  |    | 4620, 4621 |
|    | ∫  | Homok, vasútállomás elágazás                  | 3  |    | 4620, 4621 személyvonat |
|    | 23 | Kurázsi szőlő                                 | 2  |    | 4620, 4621 |
|    | 24 | Cibaki határ                                  | ∫  |    | 1518 4620, 4621 |
|    | 25 | Cibakháza, malom                              | 1  |    | 1515, 1518 4602, 4620, 4621, 5211 |
|    | 26 | Cibakháza, autóbusz-forduló végállomás        | 0  |    | 1518 4602, 4620, 4621 |